# Géographie de la république démocratique du Congo
La république démocratique du Congo inclut la plus grande partie du Bassin du fleuve Congo, qui couvre une superficie de plus d'un million de kilomètres carrés. Le seul débouché maritime du pays est une étroite bande de territoire sur la rive nord du fleuve (région de Moanda dans le Bas-Congo).
La vaste zone de basse altitude du centre du pays est un plateau façonné par le bassin du fleuve s'écoulant vers l'ouest, et couvert d'une importante forêt tropicale. Cette zone est entourée de terrasses montagneuses telles que les Monts Mitumba à l'est et les montagnes des Virunga au nord, de plateaux couverts de savanes au sud et au sud-ouest, le nord étant bordé au-delà du fleuve par la dense forêt. De hautes montagnes se trouvent à l'extrémité orientale du pays (région du Grand-Rift).
La RDC est traversée par l'équateur, avec un tiers du pays se trouvant au nord de cette ligne. Le climat est chaud et humide dans la région du bassin fluvial, et plus sec et plus frais vers le sud. Au sud de l'équateur, la saison des pluies dure d'octobre à mai, et au nord d'avril à novembre. Au niveau de l'équateur, les précipitations sont relativement constantes tout au long de l'année. Durant la saison des pluies, les orages sont violents mais ne durent que quelques heures. Le niveau de précipitations moyen pour l'ensemble du pays est de 107 centimètres d'eau.

## Géographie physique
Presque enclavée, la république démocratique du Congo, avec ses 2 345 410 km2, est le deuxième plus grand pays d’Afrique, après l'Algérie, et  occupe la 11e place au monde. Elle est environ 33 fois plus grande que le Benelux et quatre fois plus que la France, quatre-vingt fois plus grande que la Belgique et de superficie légèrement inférieure au quart de celle des États-Unis.
Elle est occupée en grande partie par le bassin du Congo et de ses affluents.

### Structure du territoire
Partageant sa frontière avec neuf pays d’Afrique, la RDC est limitée au nord par la République centrafricaine et le Soudan du Sud, à l’est par l’Ouganda, le Rwanda, le Burundi et la Tanzanie, au sud par la Zambie et l’Angola et à l’ouest, l’enclave angolaise de Cabinda, la république du Congo (Congo-Brazzaville) et une quarantaine de kilomètres de côte atlantique la limite.
À l'est, la frontière suit l'axe tectonique de ses grands lacs sur une longueur de 1 400 km dans une direction à peu près nord-sud. Avec l'Ouganda, la limite est marquée par le lac Albert, la rivière Lubirihia, le Ruwenzori et le lac Edouard ; avec le Rwanda par le lac Kivu, avec le Burundi par le Ruzizi et le nord du lac Tanganyika ; avec la Tanzanie par les 600 km du lac Tanganyika ; enfin avec la Zambie par le lac Moero et le Luapula. À l’Ouest, le fleuve Congo le départage de la république du Congo.
Son territoire se déploie entre 5°30' de latitude Nord et 13°50' de latitude sud, un tiers en étant situé au nord de l’équateur. En longitude est de Greenwich, il va de 12°15' à 31°15'

### Relief et géomorphologie

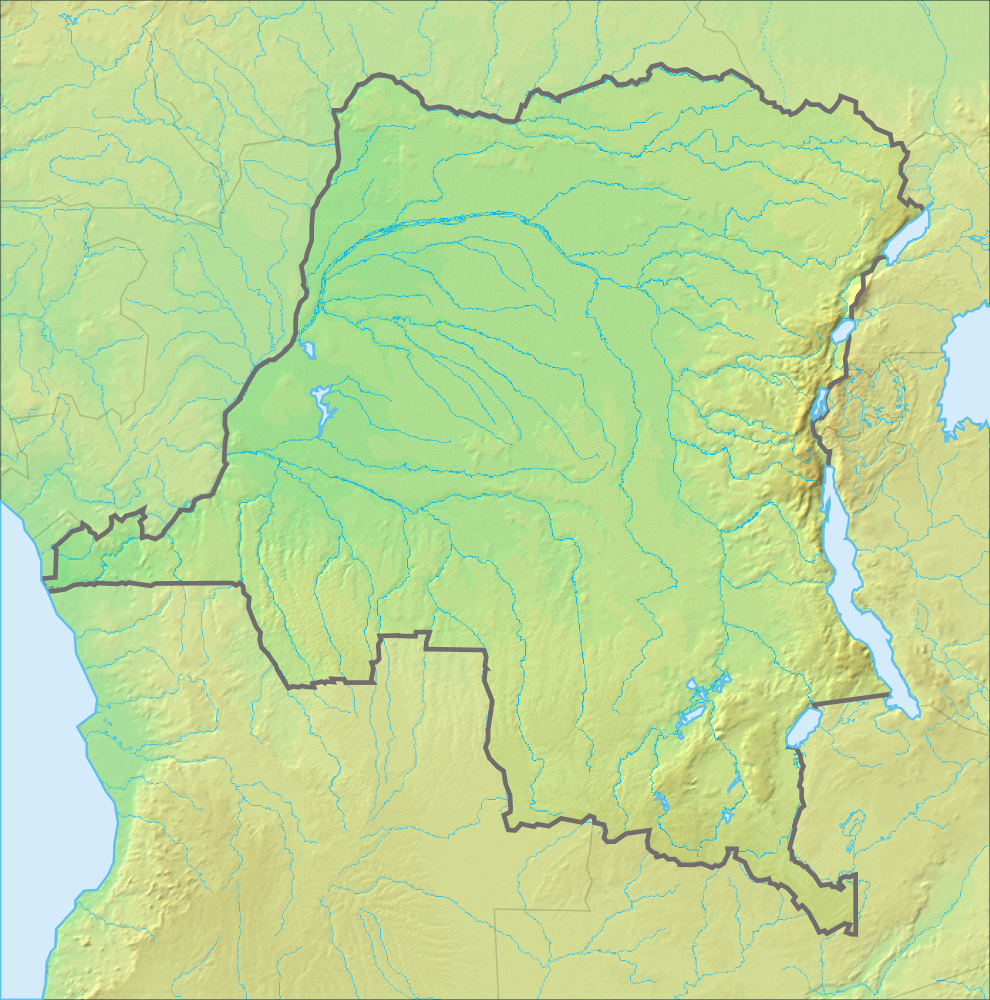
Relief de la RDC

Le relief de la république démocratique du Congo est nettement caractérisé. La cuvette centrale est une immense dépression, drainée par le fleuve Congo et ses affluents. Elle a une altitude moyenne de 400 mètres; son point le plus bas (340 m) est situé dans la région des lacs Tumba et Mai-Ndombe. Des plaines et plateaux étagés la raccordent au bourrelet périphérique. Celui-ci ne dépasse pas 600 mètres sur son rebord nord; il atteint 1 000 mètres dans les monts de Cristal(mayumbe)parallèles à la côte atlantique en aval de Kinshasa. Bien que peu élevés, ces monts constituent un obstacle majeur à l'écoulement du fleuve qui y a creusé un passage étroit en y formant trente-deux chutes et rapides.

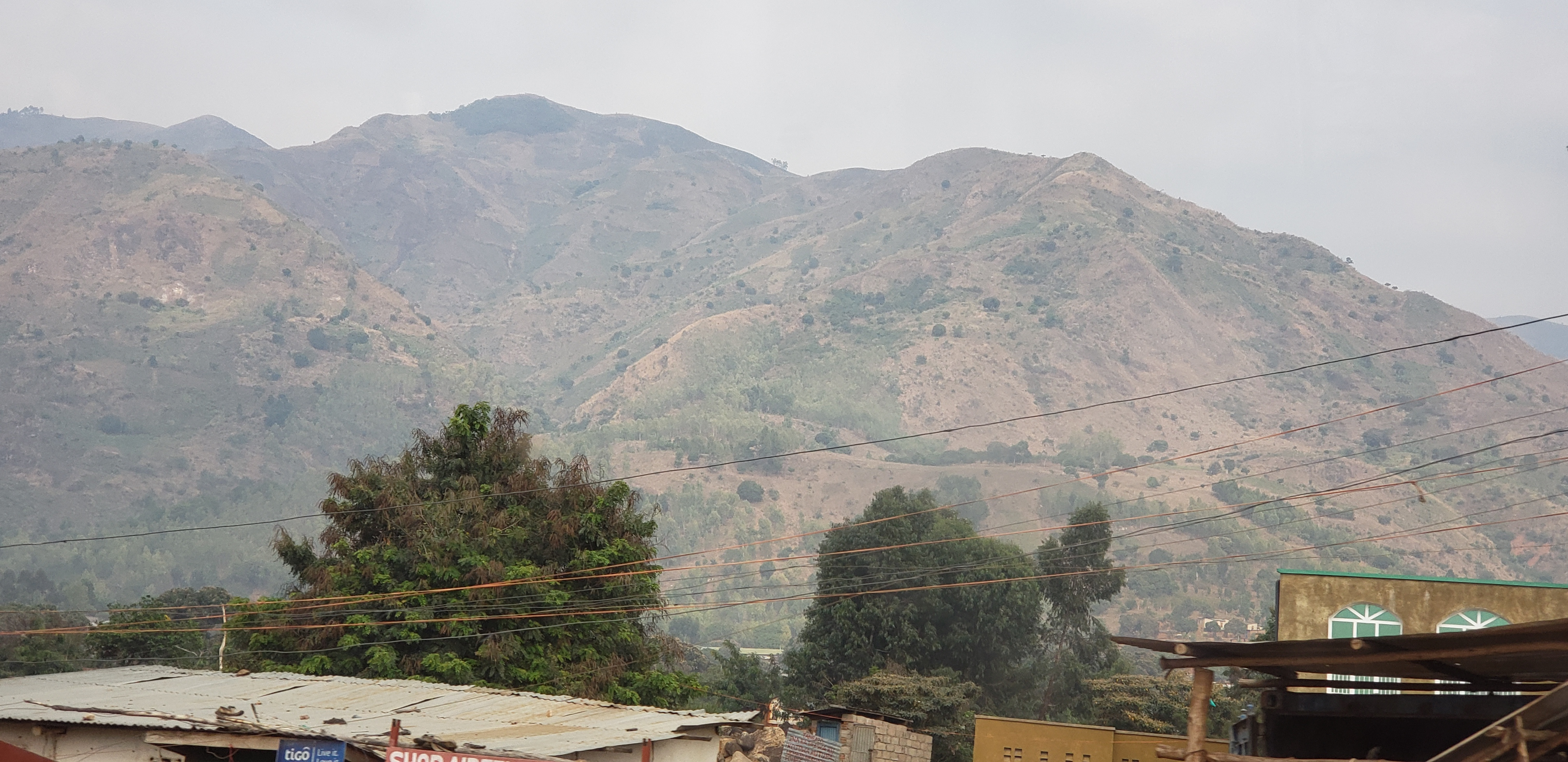
Chaîne montagneuse dans l'Est.

Plutôt étroite, la plaine côtière est formée par l’estuaire du Congo et les terres alluviales déposées par ce fleuve, le deuxième d’Afrique par la longueur. L’énorme territoire congolais ne communique avec l’océan Atlantique que par cet étroit couloir d’à peu près 40 kilomètres de large. Cette zone s’élève progressivement vers l’est. Sur le plan géologique, on note une prédominance de roches gréseuses et calcaires. Elles ont été abandonnées par la mer.
À l'Est, d'importantes chaînes montagneuses ou de puissants massifs montagneux le long de grands lacs d’Afrique - notamment : lacs Tanganyika, Kivu, Édouard et Albert - constituent la bordure occidentale. En raison de séisme et de guerre, ce coin de la RDC est moins peuplé que d’autres. Cette partie montagneuse continue vers le Sud-Est du pays avec des montagnes, comme l'Ougoma, les Virunga le long de la frontière rwandaise dont certains sommets atteignent de 3 100 à 4 500 mètres. Dans la même partie sud-est, on dénombre de bourrelet périphérique s'élevant au-dessus de 1 000 mètres, d'une part entre les rivières Kwango et Kwilu, d'autre part au sud du Katanga où les monts Kundelungu, à l'ouest du lac Moéro, atteignent 1 600 mètres.

### Hydrologie

#### Le fleuve Congo

Le fleuve Congo et ses affluents

Avec ses 4 700 km de longueur, avec un débit de 50 000 m3/s, avec son bassin vaste de 3,80 millions de kilomètres carrés, le fleuve Congo est - après le Nil - le deuxième fleuve le plus long d’Afrique, le fleuve d’Afrique le plus important par son débit et le deuxième fleuve du monde – après l’Amazone – ayant le plus grand bassin.
Sa position à proximité de l’équateur lui vaut ce débit le plus important du continent africain
(l’Amazone est le seul fleuve qui le dépasse sur ce plan au niveau mondial). Il est à cheval sur l'équateur et la répartition presque homogène de ses affluents dans les deux hémisphères régularisent son débit et en font le fleuve le plus régulier du monde. 
En effet, son débit varie de 1 à 3 tandis que celui de l'Amazone varie de 1 à 200.
Le fleuve Congo a une importance économique considérable, dans ce sens il fournit du poisson et de l’électricité, mais il constitue une voie de communication indispensable. Avec ses affluents, il forme 14 166 km de voies navigables.
Il prend sa source dans le sud du Katanga, dans le village de Musofi(à kipushi) à une altitude de 1 435 mètres et porte le nom de Lualaba jusqu'à Kisangani. Il se déverse dans l’océan par un large estuaire et sa puissance est telle qu'on reconnaît ses eaux jusqu'à 45 km en plein océan.

#### Les lacs

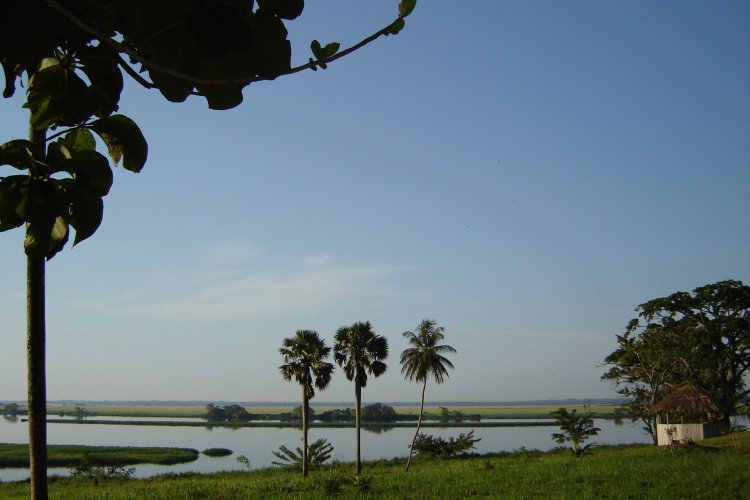
Photo des abords du lac Maï Ndombe

En république démocratique du Congo, la nature se présente de telle sorte qu’on y trouve un grand nombre de lacs. Malheureusement, les données sur la géographie physique des lacs congolais sont peu nombreuses. Les données disponibles font état de la situation du lien tectonique des lacs. Pour la plupart des lacs, leurs origines ne sont plus sujet de discussion. Les lacs Tanganyika, Edouard, Upemba et Moero, Pool de Malemb, qui occupent les fonds des grabens, sont d’origine tectonique. Le Lac Albert échappe à la règle dans la mesure où il aurait déjà existé au Miocène inférieur; ces lacs constituent des éléments de géographie physique récents et se sont surtout développés pendant le Quaternaire. On possède fort peu de renseignements sur le Lac Moero, dont l'origine tectonique est probable.
Bien qu’on trouve des lacs qui ne figurent pas sur la liste des lacs tectoniques, la plupart de ces lacs offrent les caractéristiques typiques des lacs tectoniques : forme allongée dans une dépression bordée d'escarpements raides, rives peu échancrées, absence d'îles, grande profondeur. Le lac Tanganyika en est exemple le plus évident. Il figure d'ailleurs parmi les lacs les plus profonds du globe. La dépression marécageuse de l'Upemba fait exception : on y trouve plusieurs lacs dont celui de l'Upemba qui probablement sont les vestiges d'une seule superficie lacustre, mais dont la profondeur varie entre 0,50 m et 3,25 m seulement. Hormis les caractéristiques héritées du fait de leur origine tectonique, tous ces lacs sont exoréiques. À l'exception des lacs Edouard et Albert qui appartiennent au bassin du Nil, ces lacs font partie du bassin du Congo.
Au-delà des lacs tectoniques, la RDC présente aussi d'autres lacs appelés lacs de la cuvette. La cuvette centrale possède plusieurs étendues lacustres, dont les principales sont le Lac Mai-Ndombe,le Lac Tumba le lac Fwa et le lac Munkamba. On les considère comme les vestiges d'un lac plus important, qui aurait occupé une partie de la cuvette pendant une période courte dans l'histoire du réseau hydrographique du Congo. Ils sont peu profonds (la profondeur maximum du Lac Mai-Ndombe dépasserait à peine 7 m seule  du lac Tumba et lac Munkamba serait de 5 m) et la profondeur du lac Fwa serait de 3,8 m . Les rives sont généralement marécageuses.
Tout comme les lacs tectoniques, ceux de la cuvette sont aussi poissonneux.
Certains lacs jouent un rôle régulateur du régime des rivières en aval du lac (par exemple : le Lac Mai-Ndombe pour le régime de la Fimi en aval de la Lukenie; les lacs de la dépression d'Upemba pour le régime du Lualaba aval). Mais cela implique que le niveau des lacs est dépendant de l'apport en eau par les rivières d'amont. Comme ces dernières ont souvent un régime caractérisé par des périodes d'étiage et de hautes eaux, il est normal de constater que le niveau des lacs varie d'une période de l'année à l'autre, et même d'une année à l'autre.
De manière générale, les lacs de la RDC se regroupent de la manière suivante:
- lacs de montagnes, particulièrement très poissonneux, sont : le lac Albert, le lac Tanganyika, le lac Kivu, le lac Edouard ;
- lacs de plateaux : le lac Moero et le lac Bangwelo ;
- lacs résiduels : les lacs Tumba, Mai-Ndombe,Munkamba et Fwa. Les deux premiers lacs  témoins de l'ancienne mer intérieure qui occupait la zone déprimée de la cuvette centrale et les deux deuxièmes témoignent la zone déprimée du bassin de système de Mbujimayi.

En RDC, Il existe de nombreux autres lacs, mais de moindre importance qui ne sont pas sur cette liste.
Quelques images des lacs congolais :

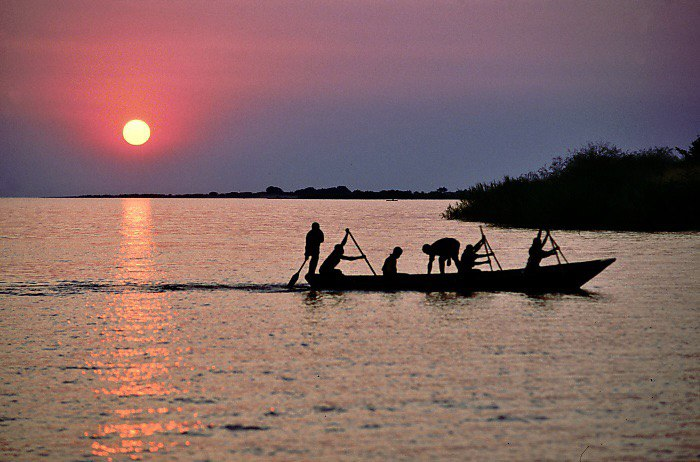
Quelques pêcheurs sur le lac Tanganyika
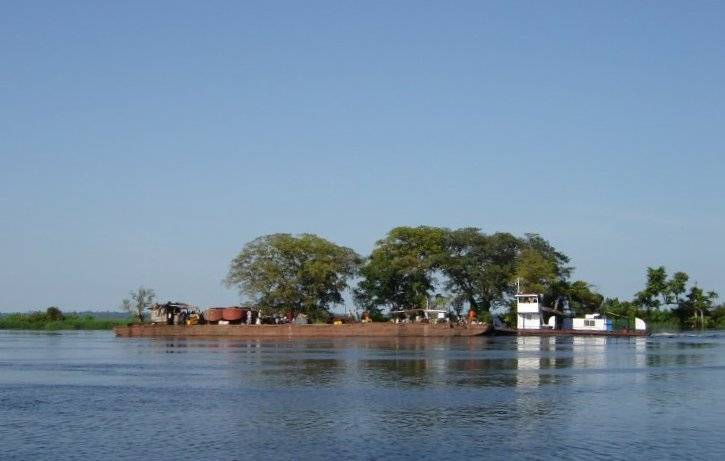
Photo du Lac Mai-Ndombe
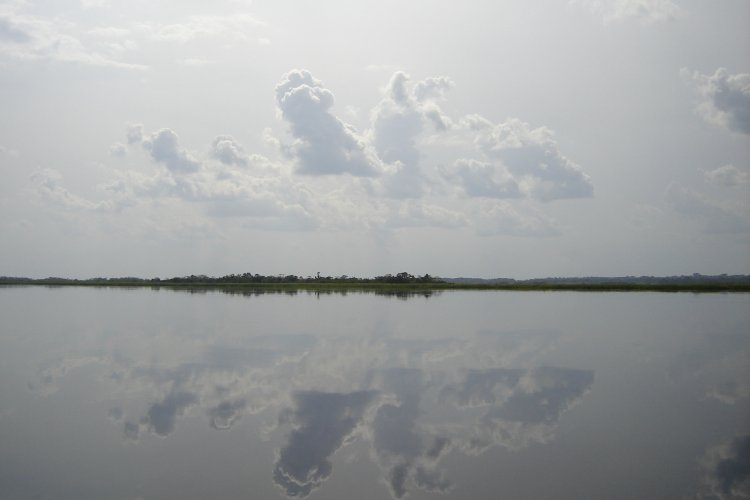
Photo du Lac Mai-Ndombe

### Climat

Précipitations

La RDC possède une grande variété de climats et de paysages. Généralement, tout le pays bouge sous la température moyenne annuelle, généralement, élevée. Les influences de l’océan Atlantique, celles des alizés de l’océan Indien, celles de la zone équatoriale et celles des régions montagneuses de l’est - principaux éléments du climat congolais - font bouger le paysage et le climat du pays.
La réputation du pays est celle d'avoir un climat chaud et humide sur la plus grande étendue de son territoire et une pluviosité abondante, lequel se trouve en zone équatoriale et tropicale humide. En effet, le pays s'étend de façon inégale à cheval sur l'Équateur à peu près jusque 5° de latitude nord et 13° de latitude sud.

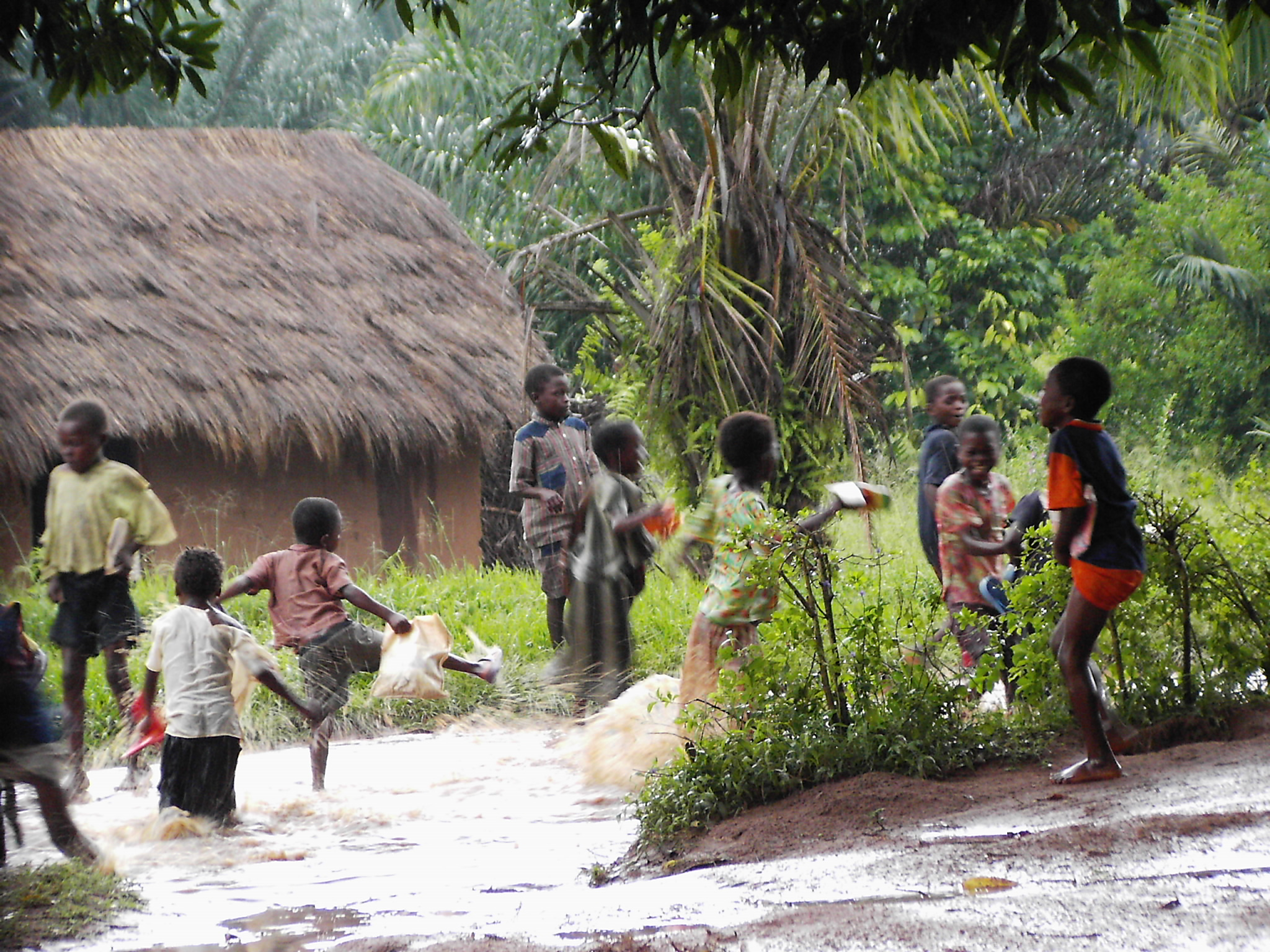
Village inondé, début mars.

Au niveau de l’Équateur, le thermomètre ne descend qu’exceptionnellement en dessous de 20 °C. Sur le pourtour, au contraire, les nuits sont plus froides. Dans le nord-est, l’est et le sud-est, régions de plateaux et de montagnes, l’altitude modifie considérablement les conditions climatiques. La température est en moyenne de 25 °C autour de la cuvette, de 26 °C sur la côte, de 18 à 20 °C à l’altitude de 1 500 mètres, de 16 à 17 °C à 2 000, de 11 °C à 3 000 mètres et de 6 °C à 4 000 mètres.
La république démocratique du Congo bénéficie, généralement, de deux saisons, c'est-à-dire sèche et pluie. La répartition des saisons ne se répartit pas de la même façon dans tout le territoire et n'est ni égale en termes de durée. Dans la partie nord du pays, les saisons de pluies durent du mois d’avril à la fin du mois de juin et du mois de septembre à la fin du mois d’octobre. Les saisons sèches durent de début novembre à fin mars (grande saison sèche) et de début juillet à fin août (petite saison sèche). Au sud de l’Équateur, le rythme des saisons est exactement inversé. Dans les régions montagneuses de l’est, les deux saisons sèches ne durent qu’un mois, en janvier et en juillet. Dans le sud et le sud-est du Katanga, la saison des pluies commence à la mi-octobre et se prolonge jusqu'à la mi-mai. Dans le Nord-Katanga et le Sud-Kasaï, les pluies commencent début octobre pour cesser fin avril, mais une petite saison sèche s’intercale au mois de janvier.
Ce grand pays au cœur de l'Afrique comprend trois climats: le climat équatorial, le climat tropical et le climat de montagne.

### Faune et flore

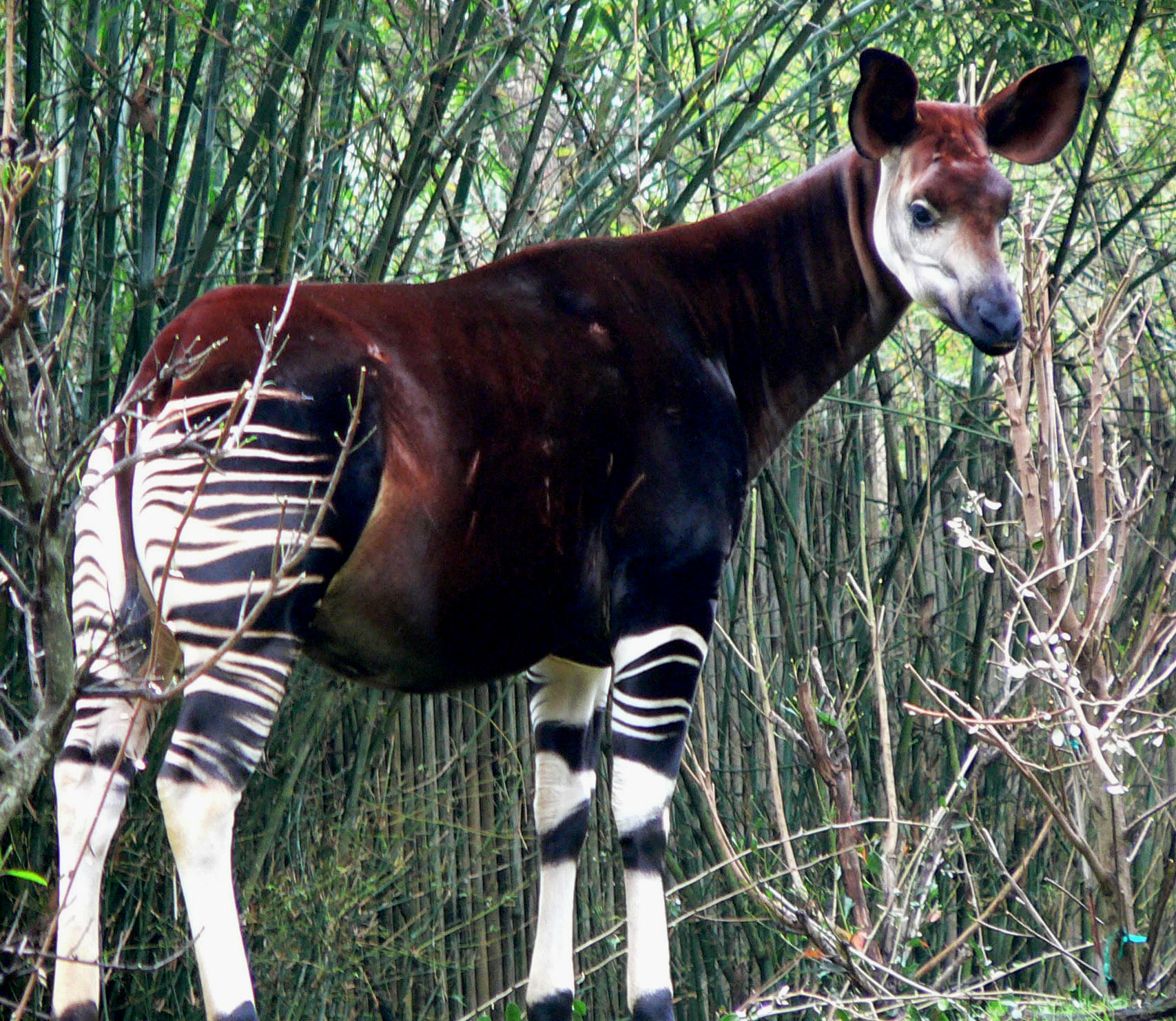
Okapi du Disney's Animal Kingdom

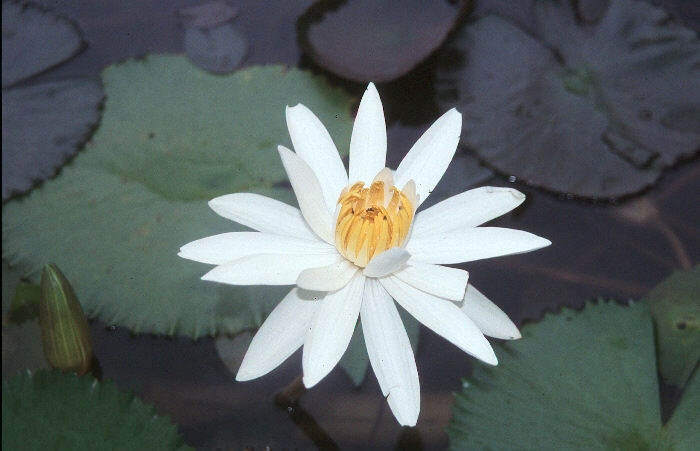
Nymphea lotus

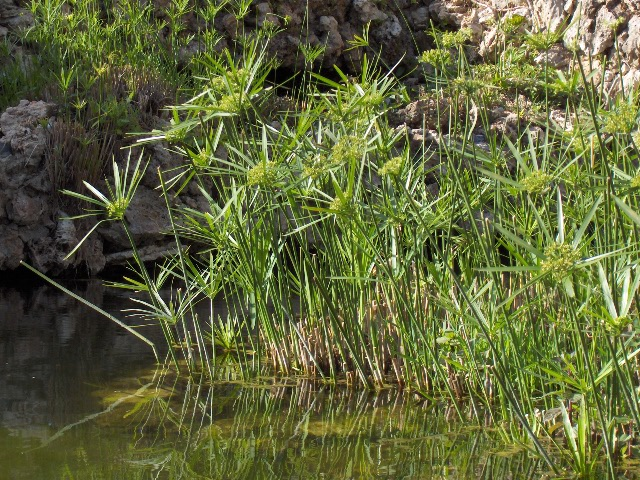
papyrus

Les écosystèmes de la république démocratique du Congo sont riches et variés. La faune naturelle congolaise est riche en espèces diverses, adaptées chacune aux conditions climatiques et floristiques. Certaines espèces se rencontrent dans tous les milieux. Presque tous les grands animaux africains existent dans ses réserves, cette faune remarquable comprend beaucoup d’espèces de grande et même de très grande taille, telles que l’éléphant africain (le plus grand des mammifères terrestres actuels), la girafe (le plus haut des animaux) et le gorille (le plus grand de tous les primates). Les mammifères sont représentés en république démocratique du Congo par un si grand nombre de formes qu’il est peu probable de trouver dans le monde entier une région qui, sous ce rapport, pourrait égaler ce pays. Sur plus ou moins trois cents genres, on estime qu’environ deux tiers de ces genres constituent la faune mammalienne du Congo.
De plus, cette faune s’avère exceptionnelle du fait qu’elle se révèle être un refuge pour certaines espèces disparues en dehors de ses frontières, principalement à la suite de la destruction de la forêt primitive qui, heureusement, recouvre encore une grande partie de son territoire ; l’okapi doit être cité le premier au nombre des espèces ainsi conservées. Okapi et Paon du Congo constituent des espèces endémiques, connues seulement au Congo.
La forêt est peuplée par les gorilles, les singes de tout genre (les chimpanzés, les bonobos...), les sangliers phacochères, potamochères ou hylochères, les chats sauvages, les ruminants tels que buffles rouges, les antilopes de forêt, l'okapi, l'éléphant de forêt et de marécages, les hippopotames, les rhinocéros ainsi que par des serpent des bois, des oiseaux dont certains se distinguent par la beauté de leur plumage ou celle de leur chant. Et comme tous les pays chauds, la république démocratique du Congo compte d’innombrables variétés d’insectes. Certains sont, malheureusement, nuisibles dans la mesure où ils sont vecteurs ou transporteurs de maladies tropicales dangereuses.
Dans la savane et la forêt claire congolaise, on y rencontre des animaux de grande taille, c’est-à-dire les herbivores et les carnassiers. Ce domaine couvre des grands herbivores (buffles noirs, antilopes, girafes, éléphants, zèbres) qui y vivent en bandes ou en troupeaux et des carnassiers tels que le lion, le léopard, guépard, le chacal, la civette, l'hyène vivant isolés ou en petits groupes ayant chacun son terrain de chasse. La faune et la flore de la république démocratique du Congo regroupent 95 % des variétés des crocodiles rencontrées sur tout le continent africain.
La flore et la faune y sont d'une variété inimaginable. Ainsi, on a dénombré en RDC entre 8 000 et 10 000 sortes de plantes. Parmi les quelque 600 arbres répertoriés, il en est plusieurs qui fournissent un bois d'œuvre à haute valeur commerciale (acajou, ébène, wengé, iroko...) Dans ce type de forêt, la végétation est structurée verticalement. On distingue 4 étages. Le plus élevé (40 m environ) est constitué par la couronne des plus grands arbres. Viennent ensuite les arbres de taille plus modeste, les fourrés et les herbes.
La flore survit grâce à un cycle naturel extrêmement rapide reposant sur la décomposition des végétaux et des animaux morts. Celle-ci est favorisée par la chaleur et l'humidité, deux facteurs propices à la vie bactérienne. Les substances nutritives résultant de la putréfaction sont directement utilisées par les plantes. La couche d'humus ainsi formée est toutefois fort mince. Normalement, elle est protégée des eaux de ruisselement par la couverture végétale. Mais là où cette dernière, pour l'une ou l'autre raison, a cessé de jouer son rôle, il ne subsiste plus maintenant qu'un paysage fortement érodé.
Malgré l’attention particulière de l’autorité publique pour la protection de la nature, la forêt est de plus en plus menacée par les activités sylvicoles. Dans les zones où les arbres ont été abattus, elle a d'ailleurs cédé la place à la forêt secondaire, une formation beaucoup moins riche en espèces végétales.
Quelques images de la faune et la flore congolaises :

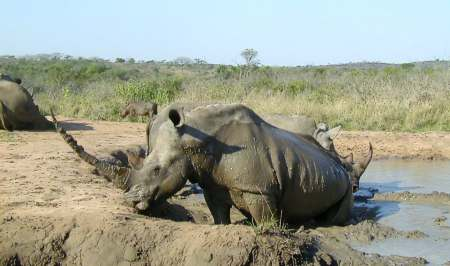
Parc national de la Garamba
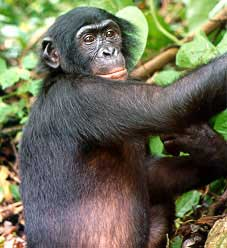
Parc national de la Salonga
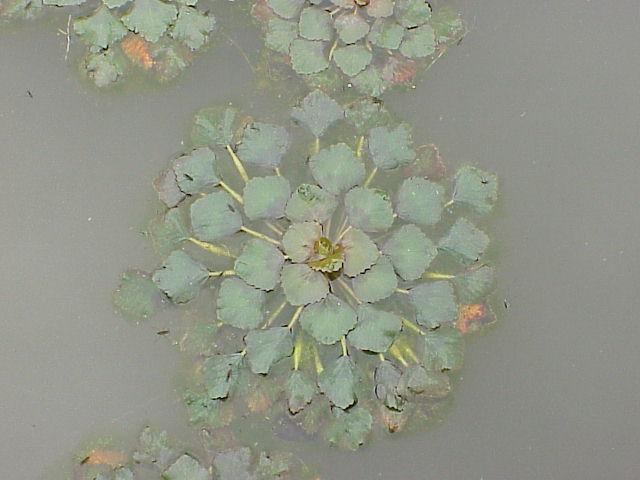
Trapa natans
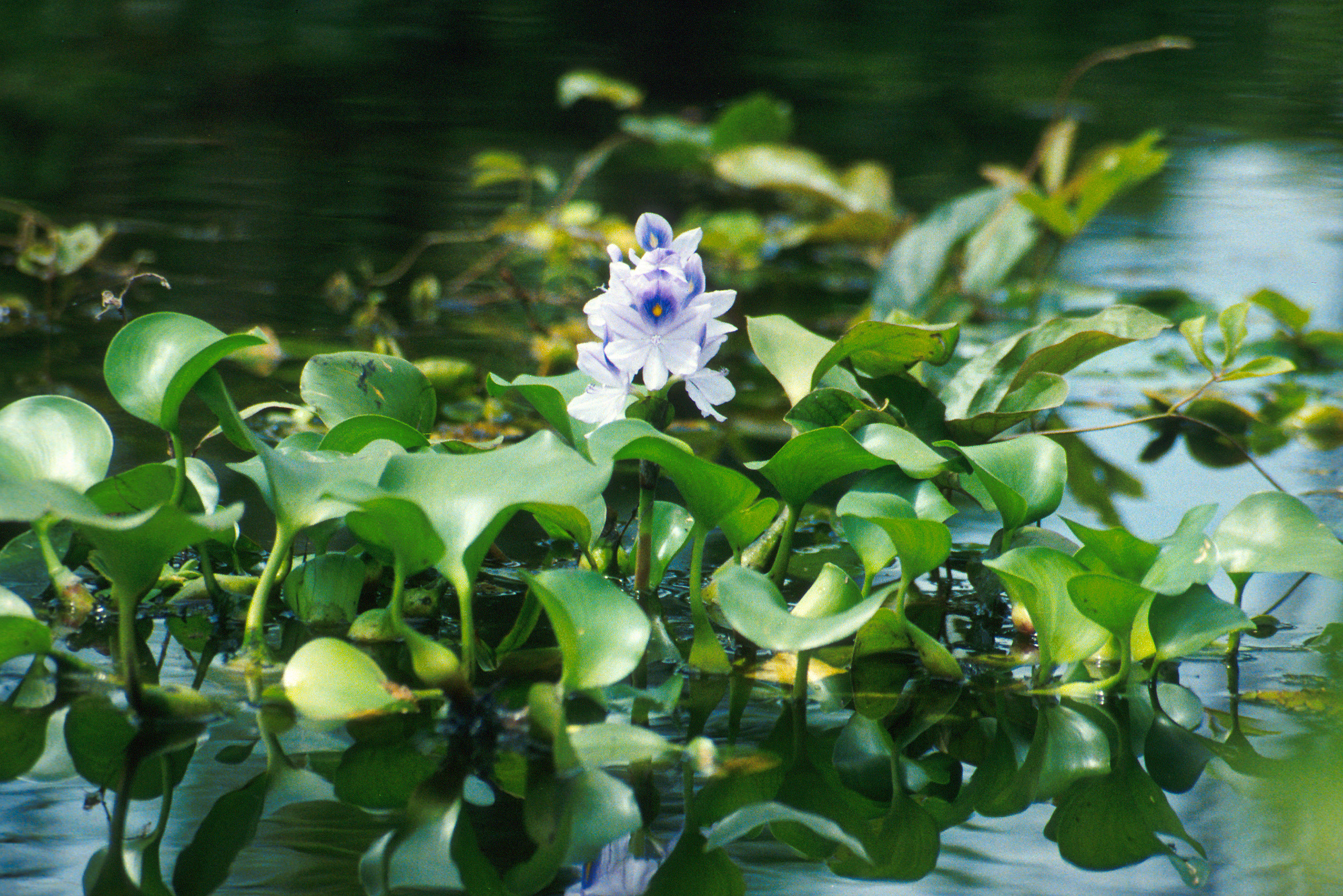
Jacinthe d'eau
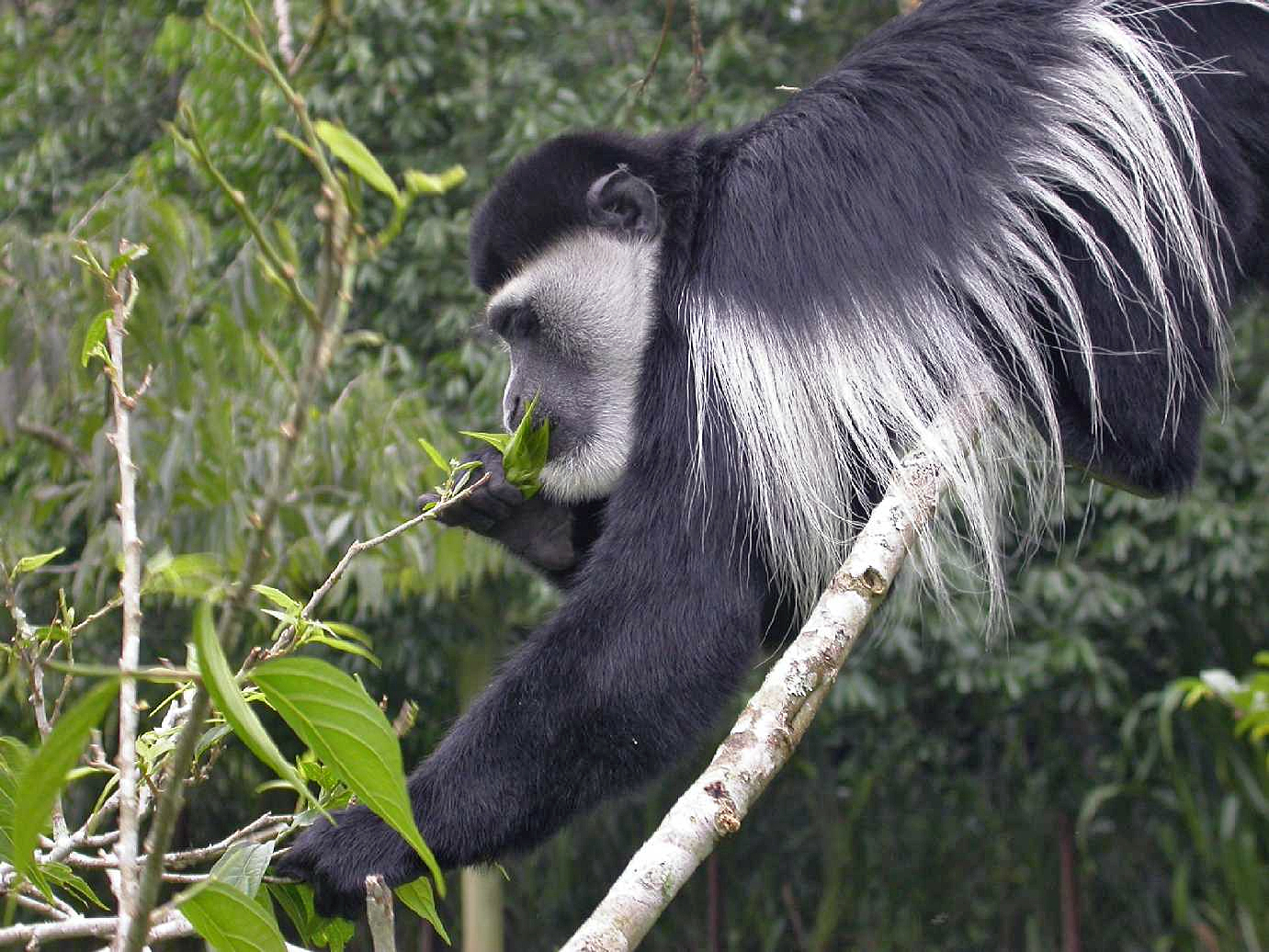
Parc national de Kahuzi-Biega

### Environnement

Parcs de la RDC

Théoriquement, la république démocratique du Congo est un pays intact, où la nature est respectée depuis toujours d’abord par une espèce de protection naturelle, et aussi par des mesures juridiques et un gardiennant. Cependant, en réalité, depuis la deuxième guerre du Congo, le principal problème de la faune congolaise est d'être victime du braconnage.
Les transports en commun sont moins développés en république démocratique du Congo à cause des problèmes économiques. Les industries sont moins développées et peu nombreuses. Les quelques entreprises qui existent sont dans leur période de carence. De ce fait, l’environnement congolais n'est pas fragile ni pollué. Au Congo, une prise de conscience écologique n’est pas développée et la République n’est pas pour l’instant sensible aux questions environnementales.
De manière générale, la république démocratique du Congo ne court pas le risque de séisme, sauf à l’est où le séisme frappe quelquefois. Le risque y est très moyen. Le séisme le plus récent est celui du 5 novembre 2005 qui s’est produit dans le Lac Tanganyika de magnitude 6,8.
Malgré son absence au niveau mondial dans la destruction de l’écosystème, la république démocratique du Congo commence à ressentir déjà des effets. Une forte chaleur accablante, une certaine irrégularité au niveau des alternances de saison se font déjà jour.
Quelques parcs nationaux congolais en images :

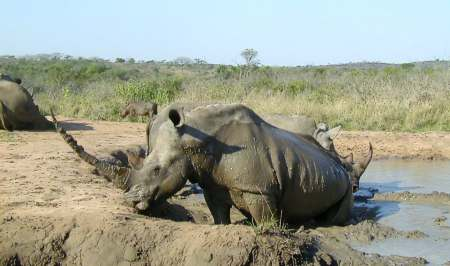
Parc national de la Garamba
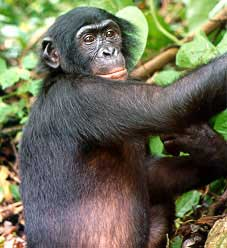
Parc national de la Salonga
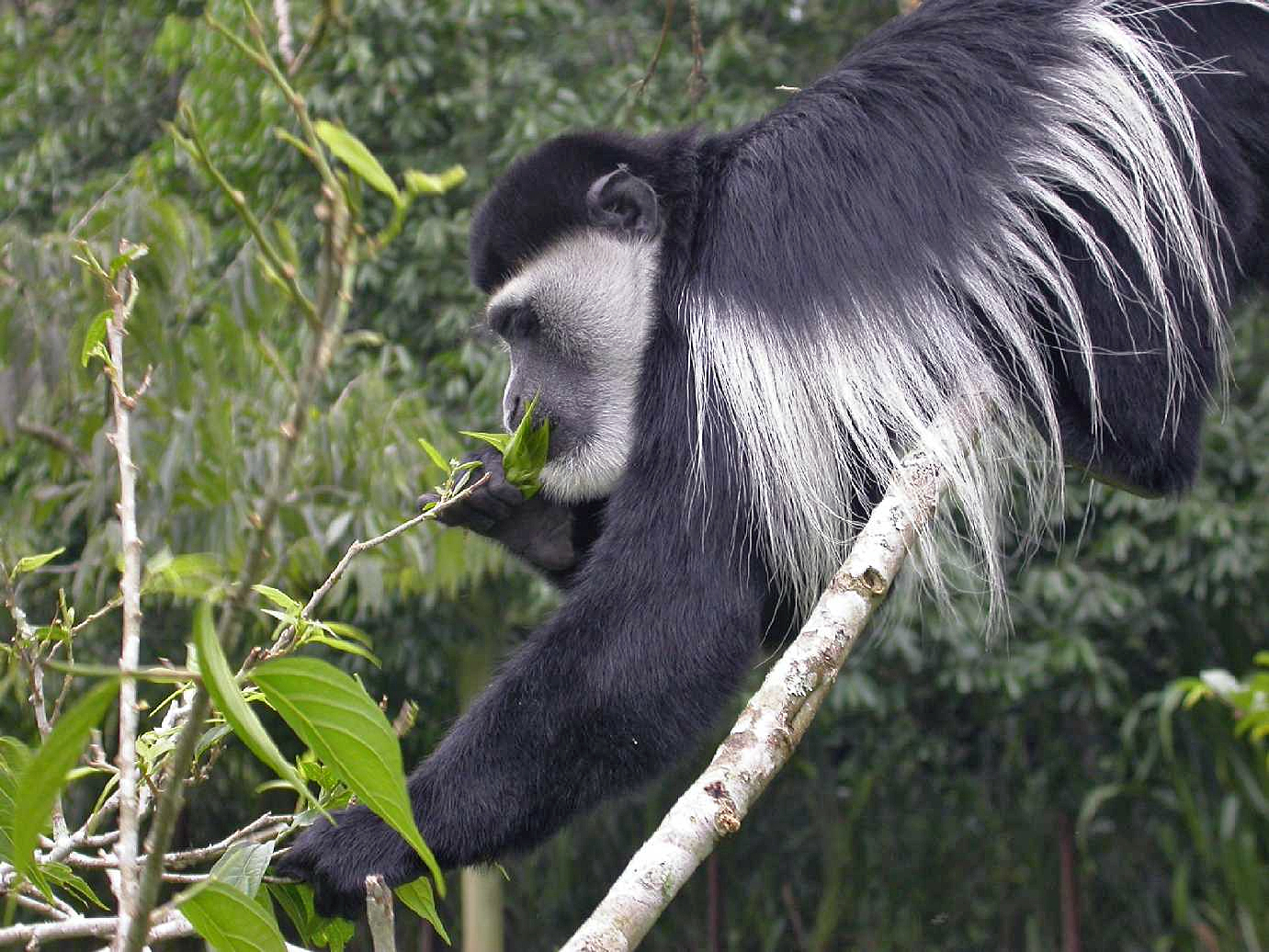
Parc national de Kahuzi-Biega

## Végétation

La végétation de la RDC

Le sol, le relief et le climat de la RDC déterminent les grandes zones végétales du pays: la forêt, la savane, la brousse et la végétation de montagnes.

### Forêt et cuvette centrale
Les forêts congolaises s'étendent entre 03° de latitude Nord et 04° de latitude Sud, dans une région où il tombe au minimum 1 000 millimètres d'eau par an. Elles disposent d’une importance essence à exploiter. On dénombre Quinze essences : le doussié, l'iroko, l'ébène, le tiama, le kosipo, le sapelli, le sipo, l'acajou, le wenge, l'afromosia et le limba.
Selon Congo Online, la forêt congolaise couvre la moitié du territoire avec ses 125 millions d'hectares. Ce qui signifie autrement qu’elle représente 47 % du massif forestier tropical du continent africain et 6 % des réserves tropicales du monde. La Cuvette centrale, en grande partie recouverte de forêt dense primaire, occupe, à elle seule, 100 millions d'hectares, soit 80 % de la couverture forestière. Les réserves potentielles extrêmement élevées pourraient permettre à terme une production annuelle de l'ordre de 6 millions de m de bois par an. Selon le Service Permanent d'Inventaire et d'Aménagement forestier (SPIAF), il existe 708 essences forestières identifiées, regroupées en trois catégories :
- classe 1 : essences exportables en grumes ;
- classe 2 : essences utilisées localement, exportables aussi en grumes ;
- classe 3 : essences non exploitées.

Encore pratiquement inviolée, la forêt équatoriale est relativement une forêt vierge et occupe près de la moitié de son territoire. Elle se situe principalement dans la cuvette centrale, région aux fortes chaleurs et aux pluies abondantes. Sa superficie est estimée à plus d’un million de km2. Elle a une végétation très dense d’arbres géants, (4 à 5 m de circonférence à la base et 50 m de haut), de lianes et de plantes herbacées y poussent à plaisir.
Dans l'est, au-dessus de 1 200 mètres, il pousse des forêts tropicales de montagnes où les troncs sont recouverts de mousse. Régulièrement dévastées par les inondations, les régions occidentales de la cuvette centrale possèdent une flore palustre. Parmi les arbres qui y prospèrent, il en est beaucoup qui sont pourvus de racines aériennes.
Si l’équatoriale est vierge, cela n’est pas le cas pour la forêt du Mayombé (Bas-Congo). Déjà au début des années trente, cette dernière a été l'une des premières zones exploitées ainsi qu'une infime partie de l’équatoriale au Bandundu. Mais celle de la Cuvette centrale ne fera que l’expérience de la mise en valeur qu'à partir des années soixante-dix par des sociétés forestières qui s'implantèrent dans le Bandundu et l'Équateur. Cette zone est aujourd'hui le centre d'exploitation du bois. L'évacuation s'effectue principalement par voie fluviale (Congo et Kasaï).

### Savane boisée
La république démocratique du Congo occupe le 3e rang mondial et la 1re place en Afrique en ce qui concerne la surface boisée. Elle occupe la partie la plus humide de la zone tropicale et l’encercle presque entièrement.

### Savane herbeuse
Se localise au fur et à mesure qu’on s’éloigne de la forêt et de l’équateur vers le Nord-Est et le Sud-Est, la savane se transforme en brousse et la végétation s'éclaircit. De hautes herbes (3 à 4 m) s’étendent à perte de vue. La monotonie est coupée par quelques arbustes de petites tailles. Cela est dû au climat, mais aussi au relief. En terrain plat, on rencontre des savanes arborées (étendues herbeuses parsemées de bouquets d'arbres) où le temps est continuellement brumeux.
Chaque année des centaines de km2 sont la proie de feux de brousse qui mettent en fuite le gibier que guettent des chasseurs.
La savane et la brousse congolaises sont le domaine des herbivores : éléphants, antilopes, buffles et autres ; et les grands carnassiers, principalement le lion y règnent en maître.

### Végétation de montagne

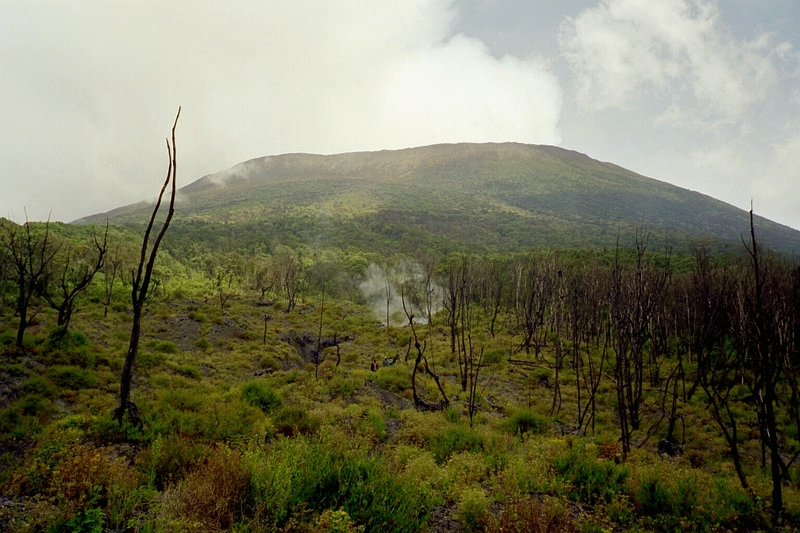
Le Nyiragongo

La végétation de montagne varie au fur et à mesure qu’on monte vers le sommet. Par étage successifs, nous rencontrons : la forêt, la savane, les bambous, les arbustes, les herbes, puis la végétation de 4 000 m. Les montagnes en RDC sont bipolaires, c’est-à-dire on les retrouve au Sud-Ouest (dans le Bas-Congo et de manière isolée à Kinshasa (Mont Mangengenge) et à l’Est du pays.

#### Les montagnes de l'est
Formé par le fossé tectonique de l'Afrique centrale, le relief de l’Est de la RDC a il est bordé de part et d'autre d'importantes chaînes de montagnes parmi lesquelles, on distingue :
- les montagnes des Virunga au nord du lac Kivu, formé par une série de volcans, certains en activité comme le Karisimbi qui culmine à 4 507 m, le Nyamulagira (3 068 m) et le Nyiragongo (3 470 m) et d'autres éteints comme le mont Mikeno (4 437 m), le Visoke (3 711 m) et le Sabinio (3 647 m) ;
- le massif volcanique du Rwenzori entre les lacs (Édouard et Albert), avec comme points culminants le Pic Albert (5 100 m) et le pic Marguerite (5 120 m) qui est l'altitude maximale de la RDC. Le Ruwenzori est perpétuellement couvert d'une calotte glaciaire. Les monts Bleus, autour du lac Albert, culminent à environ 2 000 m et forment, dans cette région, la ligne de partage entre les eaux du bassin du Congo et celles du bassin du Nil ;
- les Monts Kundelungu (1 600 m–1 700 m), à l'est de la Lufira et à l'ouest de la luapula et du lac Moero, constituent un exemple typique de vieille montagne. Ils sont très pauvres et peu propices à l'élevage et à l'agriculture ;
- les Monts Marungu (2 200 m) bordent le sud-ouest du lac Tanganyika. L'action de l'érosion a aplani une grande partie de l'ancienne montagne qui couvrait l'ensemble du Katanga. Un haut plateau a été ainsi édifié avec une altitude qui dépasse 1 500 m.

Le fossé de l'Afrique centrale, branche médiane de la grande échancrure de l'Est africain, a environ 1 400 km de long et 40 km de large. Les monts Ngoma au nord de la Lukuga avec une altitude moyenne de 2 000 m. Son point culminant est le pic Sambirini à 2 250 m.

#### La montagne duMayumbeau Sud-Ouest
Il s’agit d’une vieille montagne plissée, fortement attaquée par l'érosion; elle tend à prendre les caractéristiques d'un plateau. Son altitude est d'environ 600 m et culmine à 1 050 mètres au mont Uia. Le fleuve Congo traverse les monts du Mayumbe par une vallée, encaissée et entrecoupée par de nombreuses chutes jusqu'à Matadi. Une grande partie du territoire du Bas-Congo présente un relief de collines; la vieille montagne n'en occupe qu'une faible surface
Quelques sites de la végétation congolaise en images :

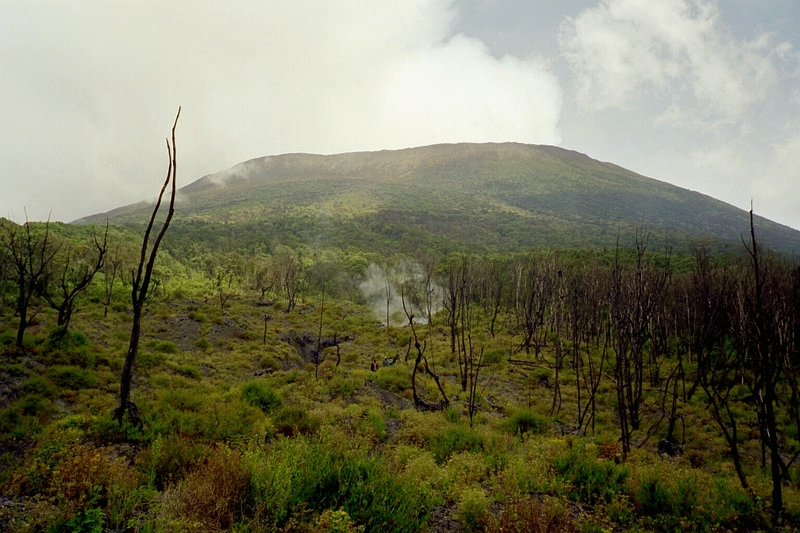
Le Nyiragongo
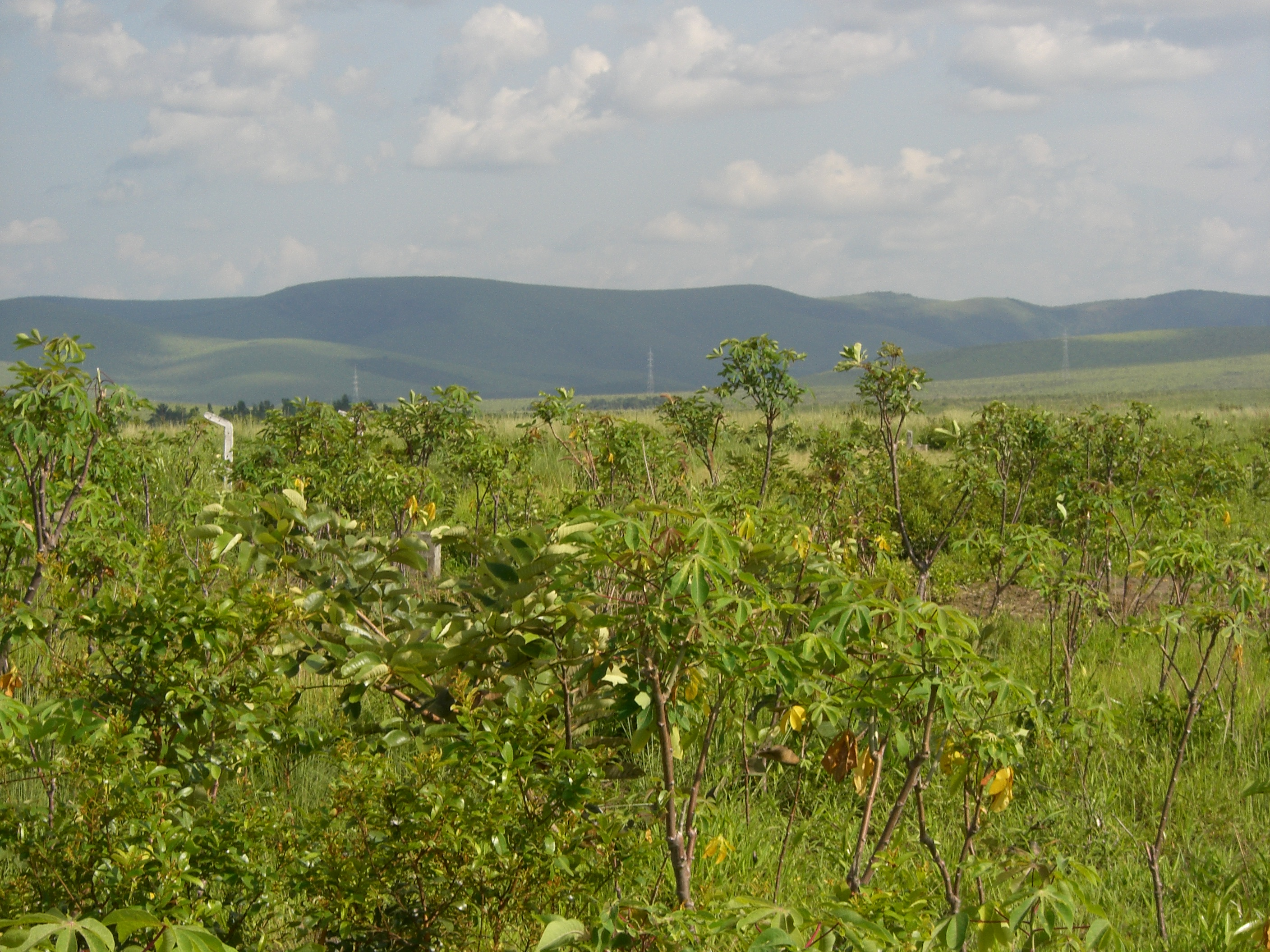
Paysage de Nsele

## Géographie humaine

### Des disparités de peuplement et urbanisation
Avec un taux annuel de croissance de l'ordre de 3,07 %, la population est en plein développement. Cette population, extrêmement jeune (en 1984, selon l'Institut National des Statistiques, 58,9 % de cette population était constituée de personnes de moins de 20 ans et actuellement, 47,4 % de la population est constituée de personnes de moins de 14 ans) se répartit par milieu de résidence de la manière suivante : les données de 1984 dudit Institut indiquent qu'environ 70 % de la population congolaise vit en milieu rural contre près de 30 % dans les villes. La répartition géographique de la population est inégale. En effet, à part quelques poches de peuplement allant du Kwilu au Kasaï et les régions montagneuses de l'Est, le reste du territoire est sous-peuplé avec une densité de loin inférieure à la moyenne nationale estimée en 1984 à 13 hab/km2.
Malgré cette forte croissance de la population, l’urbanisation ne suit pas. La république démocratique du Congo ne possède presque aucune ville répondant tous les critères de villes dites modernes. Kinshasa, la seule ville prise pour « moderne », est un véritable contraste, avec des secteurs résidentiels et commerciaux chics, des universités, et des taudis informes coexistant côte à côte, et donc aussi de vastes zones « rurales » envahissant parfois la ville au point de retrouver maraîchers et élevages en ville.

### Géographie économique
La république démocratique du Congo est le foyer économique de grande envergure mais non exploité. C'est l'un des rares pays au monde à bénéficier d'une richesse considérable et énorme laissant dire à plus d'un que ce pays est un véritable scandale géologique.

#### Les atouts congolais

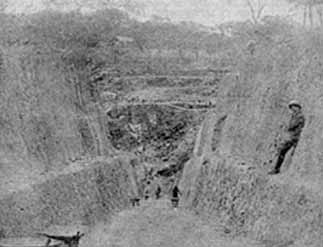
La mine de Shinkolobwe

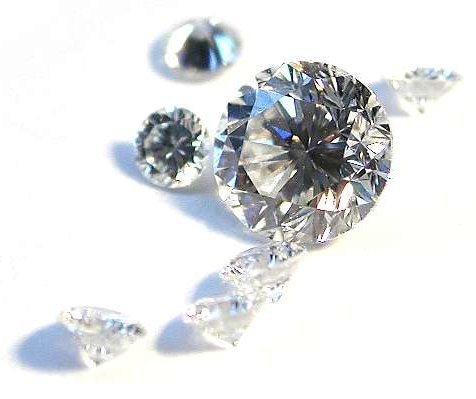
Diamants taillés

Cette réalité est une évidence. Elle se justifie par le fait que la république démocratique du Congo possède des atouts naturels et humains très considérables: un important potentiel de ressources naturelles et minérales (cuivre, du coltan, du cobalt, de l'argent, de l'uranium, du plomb, du zinc, le cadmium, le diamant, l'or, l'étain, le tungstène, le manganèse et des métaux précieux) avec une panoplie des ressources agricoles (le café, le bois (afromosia, ébène, wengé, iroko, sapelli, sipro, tiama, tola, kambala, lifaki) et le caoutchouc).
Elle est le premier pays d’Afrique du point de vue de l’étendue de ses forêts (forêt équatorial à elle seule, elle occupe la moitié du territoire national congolais) et le plus important dans la préservation de l’environnement mondial. Avec sa supérficie, elle se classe au troisième position dans toute l'Afrique. La RDC se classe parmi les 10 pays de la méga biodiversité du monde avec 480 espèces de mammifères, 565 espèces d’oiseaux, 1 000 espèces de poissons, 350 espèces de reptiles, 220 espèces de batraciens et plus de 10 000 angiospermes dont 3 000 seraient endémiques.
Elle dispose d'une abondance en eau et des lacs riches en poissons et autres riches comme le pétrole, le gaz notamment le lac Tanganyika (plus grand que Burundi) le plus poissonneux du monde, lesquelles sont encore à leur état brut. La RDC est également un producteur de pétrole (24 000 barils par jour en 2003), principalement sur la côte (terminal du Port de Banana). La région du Lac Albert abrite également un important gisement.
Enfin, la RDC, bénie par la nature, constitue aussi un grand centre touristique : peu d’endroits au monde sont d’une beauté comparable à celle du Nord-Est de ce pays, à ses lacs aux confins du Nil.

#### Les principaux pôles économiques

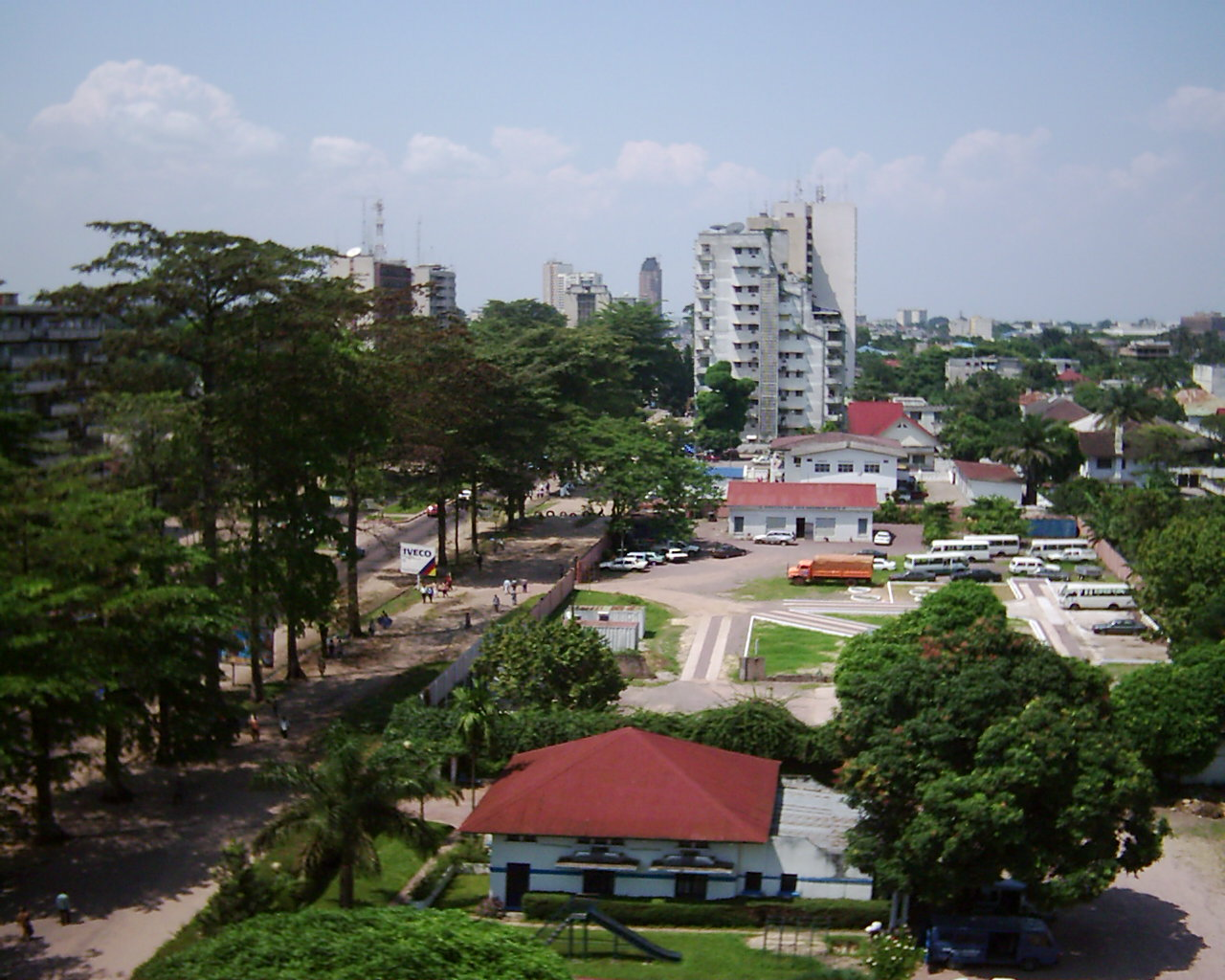
Boulevard du 30 juin à Kinshasa

La république démocratique du Congo compte trois villes phares. Phares car ces villes regroupent un grand nombre d'activités importantes pour le pays : Kinshasa, entité administrative à statut particulier, joue le rôle de centre administratif, économique et culturel de la république démocratique du Congo, cette ville connaît une très forte concentration de l'activité économique et des services. Lubumbashi est le plus grand centre industriel de la RDC (capitale du cuivre), la ville portuaire de Matadi est une véritable porte ouverte vers l'extérieur pour l'entièreté du pays et les Nande au centre du développement économique de la partie Est de la RDC qui ouvrent la porte vers  l'Afrique Orientale, le Moyen et l'Extrême Orient
Au niveau provincial, toutes les provinces s'avèrent importantes dans la mesure où les richesses de la République sont équitablement réparties. Chaque province dispose d'atouts importants pour le pays, bien que les provinces du Bas-Congo, Katanga et du Nord-Kivu contribuent de manière pondérale à l'économie congolaise.